# European Library
The European Library (deutsch: Die Europäische Bibliothek; abgekürzt: TEL) war ein Onlinedienst, der den Zugriff zu den Beständen der 48 Nationalbibliotheken in Europa erschloss. Die kostenlose Suche bot die Möglichkeit, auf Metadaten sowie auf digitale Objekte zuzugreifen (die meisten davon sind kostenfrei). Die Objekte stammen von Institutionen aus Ländern, die Mitglied des Europarats sind. Sie reichen von Katalogeinträgen über Bücher im Volltext bis zu Magazinen, Zeitschriften und Tonaufnahmen. Das Portal ist in 35 Sprachen verfügbar, wobei nicht alle Seiten durchgängig in allen Sprachen bereitstehen.
Seit 2011 betreut The European Library das Projekt Europeana Libraries, das über 5 Millionen Objekte von 19 Forschungsbibliotheken sammelt, organisiert und über die Europeana bereitstellt. Die teilnehmenden Forschungsbibliotheken werden ebenfalls Partner der European Library.
Zum 31. Dezember 2016 wurde das Projekt eingestellt. Die Webseite ist weiterhin online, wird aber nicht mehr aktualisiert. Das Angebot werde, so heißt es im Bereich „Newspapers“, im Laufe des Jahres 2017 in einen anderen Bereich des Europeana-Projektes migriert: „In the meantime, the service may be unresponsive at times and errors may occur“.
Mittlerweile sind die Seiten nicht mehr aufrufbar. Es erscheint ein Querverweis auf Europeana, wohin man migriert sei.

## Geschichte und Konzept
Die European Library in der heutigen Form hat mehrere Vorläufer. Den Ausgangspunkt stellte 1997 das Projekt GABRIEL (Gateway and Bridge to Europe’s National Libraries) dar, in dem es darum ging, ein gemeinsames Webportal für europäische Nationalbibliotheken zu etablieren. Zu Beginn stellte das Portal Informationen über die jeweiligen Bibliothekskollektionen zur Verfügung, außerdem den Zugang zu ihren Online-Bibliothekskatalogen (OPACs).
Auf GABRIEL folgte von 2001 bis 2004 das Projekt The European Library. Erstmals sollte auch ein Zugang zu den Inhalten vieler großer europäischer Bibliotheken möglich sein. Das Projekt wurde durch das Fünfte Rahmenprogramm der Europäischen Kommission teilfinanziert. Daran beteiligt waren die Nationalbibliotheken von Finnland, Deutschland, Italien (Florenz), Italien (Rom), den Niederlanden, Portugal, Slowenien, der Schweiz und Großbritannien.
Daraus ging das Portal TheEuropeanLibrary.org hervor, das am 17. März 2005 online ging. Zwischen 2005 und 2007 wurden mit Hilfe des Projekts TEL-ME-MOR zehn weitere Nationalbibliotheken aus neuen EU-Mitgliedsstaaten Vollpartner der European Library. Anfang 2008 traten weitere neun Nationalbibliotheken aus Ländern der Europäischen Union und der Europäischen Freihandelszone der European Library bei.
Mit dem EDL-Projekt unternahm The European Library weitere Schritte der Erweiterung, und weitere Nationalbibliotheken traten ihr bei. Das Projekt fokussierte ebenfalls Vielsprachigkeit, unternahm erste Schritte in Richtung europäische Metadaten-Registrierung und erstellte einen Plan für potentielle Digitalisierungsbestrebungen in den Nationalbibliotheken.
| Jahr des Beitritts | Nationalbibliothek |
| ------------------ | --- |
| 2005               | Niederlande, Schweiz, Großbritannien, Finnland, Frankreich, Deutschland, Portugal, Italien-Florenz, Italien-Rom                                                      |
| 2006               | Malta, Zypern, Tschechien, Ungarn, Lettland, Litauen, Slowenien, Estland, Polen, Slowakei, Österreich, Serbien, Kroatien, Dänemark                                   |
| 2007               | Belgien, Griechenland, Island, Irland, Liechtenstein, Luxemburg, Norwegen, Spanien, Schweden, Russland-Moskau                                                        |
| 2008               | Albanien, Aserbaidschan, Armenien, Bosnien & Herzegowina, Bulgarien, Mazedonien, Georgien, Moldawien, Montenegro, Rumänien, Türkei, Russland-St. Petersburg, Ukraine |
| *                  | San Marino, Vatikanstadt (Kollektionen nicht durchsuchbar) |

Nicht an der European Library beteiligt sind bislang die Nationalbibliothek von Belarus in Minsk, die Biblioteca Nacional d’Andorra und die National- und Universitätsbibliothek des Kosovo (BKUK) in Pristina. Auch die grönländische Nationalbibliothek Nunatta Atuagaateqarfia ist kein Mitglied.

## The European Library und Europeana
The European Library war wesentlich an der Umsetzung des Projekts Europeana beteiligt. Europeana ist eine Initiative der Europäischen Kommission, die über die Europeana-Website Millionen von digitalen Objekten aus europäischen Bibliotheken, Museen und Archiven für die Öffentlichkeit zugänglich macht.
Als das Europäische Parlament die Gründung der Europeana forderte, bat man die Konferenz der Europäischen Nationalbibliothekare (CENL) unter Leitung der niederländischen Nationalbibliothek und „The European Library“, ein Projekt unter dem eContentplus Programm einzureichen. Die Arbeit an dem Prototyp begann 2007. Im November 2008 ging die Europeana online.
Europeana agiert inzwischen unabhängig, es besteht aber weiter eine enge Zusammenarbeit zwischen den beiden Projekten. Die European Library sammelt und organisiert den digitalen Inhalt der europäischen Nationalbibliotheken. Im Monatstakt werden die Ergebnisse auf Europeana zur Verfügung gestellt. Im Januar 2011 war die European Library mit 1,2 Millionen verfügbar gemachten Medien Europas drittgrößte Datenquelle. Die beiden Projekte benutzen manche technischen Ressourcen gemeinsam. Auch einige Angestellte arbeiten für beide Programme.

## Virtuelle Ausstellungen
Zusätzlich zu der Suchfunktion zeigt The European Library virtuelle Ausstellungen. Die unter einem Thema versammelten Objekte stammen aus den Kollektionen der europäischen Nationalbibliotheken. Somit vereinen die Ausstellungen geografisch weit gestreute Objekte in einem einzigen Online-Raum, der paneuropäisch Quellen über das jeweilige Thema bietet.
- Reading Europe[10]: Fast 1000 von Nationalbibliotheken ausgewählte Bücher, mit kuratorischen Informationen und in den meisten Fällen Volltextversionen.
- A Roma Journey[11]: Texte, Fotografien, Gemälde und traditionelle Lieder, die das Erbe der Roma in Europa zeigen.
- Napoleonic Wars[12]: Eine Selektion von Porträts, militärischen Landkarten, Stadtplänen, Briefen, Büchern und anderem Material aus den Napoleonischen Kriegen.
- Treasures of Europe’s National Libraries[13]: Eine von Europäischen Nationalbibliotheken ausgewählte Kollektion, die die bedeutendsten Objekte ihrer Sammlungen zeigt.
- National Library Buildings[14]:  Bilder der Nationalbibliotheken, die Partner der European Library sind.

## Finanzierung und Besitz
Die European Library wurde finanziert durch die Konferenz der Europäischen Nationalbibliothekare (CENL). Das Portal wird von der The European Library Geschäftsstelle unterhalten, die sich in der Königlichen Bibliothek der Niederlande in Den Haag befindet. Die Programmdirektorin ist Jill Cousins.

## Mitgliedsbibliotheken

### Nationalbibliotheken
Liste der 48 Nationalbibliotheken, die Mitglied der European Library sind, nach Ländern geordnet:
Europäische Union:
1. Belgien: Königliche Bibliothek Belgiens (Koninklijke Bibliotheek van België)
2. Bulgarien: Nationalbibliothek der Heiligen Kyrill und Method
3. Dänemark: Dänische Königliche Bibliothek (Det Kongelige Bibliotek)
4. Deutschland: Deutsche Nationalbibliothek (DNB)
5. Estland: Estnische Nationalbibliothek (Eesti Rahvusraamatukogu)
6. Finnland: Finnische Nationalbibliothek (Kansalliskirjasto)
7. Frankreich: Bibliothèque nationale de France (BnF)
8. Griechenland: Griechische Nationalbibliothek (Εθνική Βιβλιοθήκη)
9. Irland: Irische Nationalbibliothek (Leabharlann Náisiúnta na hÉireann)
10. Italien:
  1. Florenz: Biblioteca Nazionale Centrale di Firenze
  2. Rom: Biblioteca Nazionale Centrale di Roma
11. Kroatien: National- und Universitätsbibliothek Zagreb (NSK)
12. Lettland: Lettische Nationalbibliothek (Latvijas Nacionālā bibliotēka)
13. Litauen: Litauische Nationalbibliothek (Lietuvos nacionalinė Martyno Mažvydo biblioteka)
14. Luxemburg: Bibliothèque nationale de Luxembourg
15. Malta: Nationalbibliothek Malta (Bibljoteka Nazzjonali ta’ Malta)
16. Niederlande: Königliche Bibliothek der Niederlande (Koninklijke Bibliotheek)
17. Österreich: Österreichische Nationalbibliothek (ÖNB)
18. Polen: Biblioteka Narodowa
19. Portugal: Portugiesische Nationalbibliothek (Biblioteca Nacional de Portugal)
20. Rumänien: Rumänische Nationalbibliothek (Biblioteca Națională a României)
21. Schweden: Königliche Bibliothek zu Stockholm (Kungliga biblioteket)
22. Slowakei: Slowakische Nationalbibliothek (Slovenská národná knižnica)
23. Slowenien: Slowenische National- und Universitätsbibliothek (Narodna in univerzitetna knjižnica)
24. Spanien: Spanische Nationalbibliothek (Biblioteca Nacional de España)
25. Tschechien: Nationalbibliothek der Tschechischen Republik (Národní knihovna České republiky)
26. Ungarn: Széchényi-Nationalbibliothek (Országos Széchényi Könyvtár)
27. Vereinigtes Königreich: British Library (BL)
28. Republik Zypern: Zypriotische Bibliothek (Κυπριακή Βιβλιοθήκη)

Weitere europäische Staaten:
1. Albanien: Nationalbibliothek Albaniens (Biblioteka Kombëtare e Shqipërisë)
2. Armenien: Հայաստանի Ազգային գրադարան
3. Aserbaidschan: Mirzə Fətəli Axundov adına Azərbaycan Milli Kitabxanası
4. Bosnien und Herzegowina: Nationalbibliothek Bosnien und Herzegowina (Nacionalna i univerzitetska biblioteka Bosne i Hercegovine)
5. Georgien: Nationalbibliothek des georgischen Parlaments (საქართველოს პარლამენტის ეროვნული ბიბლიოთეკა)
6. Island: National- und Universitätsbibliothek Islands (Landsbókasafn Íslands – Háskólabókasafn)
7. Liechtenstein: Liechtensteinische Landesbibliothek
8. Mazedonien: Nacionalna i univerzitetska biblioteka Sv. Kliment Ohridski
9. Moldawien: Nationalbibliothek der Republik Moldau (Biblioteca Naţională a Republicii Moldova)
10. Montenegro: Zentrale Nationalbibliothek Montenegros (Centralna narodna biblioteka Crne Gore, CNB)
11. Norwegen: Norwegische Nationalbibliothek (Nasjonalbiblioteket)
12. Russland:
  1. Moskau: Russische Staatsbibliothek (Российская государственная библиотека)
  2. St. Petersburg: Russische Nationalbibliothek (Rossiiskaya Natsionalnaya Biblioteka)
13. San Marino: Biblioteca di Stato e Beni Librari
14. Schweiz: Schweizerische Nationalbibliothek
15. Serbien: Serbische Nationalbibliothek (Narodna Biblioteka Srbije)
16. Türkei: Türkische Nationalbibliothek (Millî Kütüphane)
17. Ukraine: Wernadskyj-Nationalbibliothek der Ukraine
18. Vatikanstadt: Vatikanische Apostolische Bibliothek (Bibliotheca Apostolica Vaticana)

### Forschungsbibliotheken
Liste der Forschungsbibliotheken, die 2011 der European Library als Ergebnis des Projektes „Europeana Libraries“ beitreten:
- Bayerische Staatsbibliothek
- Ungarische Parlamentsbibliothek
- Nationalbibliothek von Wales
- Romanian Academy Library
- Trinity College Dublin
- Universidad Complutense de Madrid
- Universität Belgrad
- Universität Bern
- University College London
- Universität Gent
- Katholieke Universiteit Leuven
- Universität Lund
- University of Oxford
- Universität Sibiu
- Universität Tartu
- Universität Uppsala
- Universität Wien
- Wellcome Library
- Zentralbibliothek Zürich